# Слєпцов Олег Семенович
Слєпцов Олег Семенович (нар. 18 січня 1958, Харків) — архітектор, педагог, художник, майстер декоративного мистецтва, композитор, співак. Доктор архітектури (2000), професор (2002). Дійсний член Української академії архітектури (2000; від 2021 — її президент). Член-кореспондент Міжнародної академії архітектури (2013). Народний архітектор України (2019). Член Національної спілки архітекторів України (1988) та Національної спілки художників України (2024). Лауреат Державної премії України в галузі архітектури (2000). Лауреат Міжнародного музичного фестивалю «Шлягер року» (2004, 2005, 2006, 2007). Директор (1992—2010) і творчий керівник (з 2010) науково-проектного архітектурного бюро «ЛІЦЕНЗіАРХ». Завідувач кафедри основ архітектури та архітектурного проєктування Київського національного університету будівництва і архітектури (з 2010).

## Життєпис
Народився 18 січня 1958 р. у Харкові. Батько, Семен Григорович Слєпцов, був військовим, мати, Ірена Станіславівна, — бібліотекаркою. Батьки сприяли формування різноманітних творчих уподобань сина. Дослідивши свій родовід до 18 століття, Олег з'ясував, що всі його предки добре малювали і співали. Серед них були священники, офіцери високого рангу, оперні співаки, письменники, музиканти, художники, будівничі та архітектори. На формування світогляду вплинула творчість митців: Антоніо Гауді, Мікалоюса Чюрльоніса, Роквелла Кента, Миколи Реріха, Юрія Химича.
У 1980 році закінчив архітектурний факультет Київського інженерно-будівельного інституту. Працював в науковому відділенні Українського зонального науково-дослідного і проектного інститут по цивільному будівництву «КиївЗНДІЕП».
У 1992 році став генеральним директором Науково-проектного архітектурного бюро «ЛІЦЕНЗіАРХ».
1987 року захистив кандидатську дисертацію з архітектури, 1999 — докторську дисертацію, отримав вчене звання професора (2002).
Дійсний член Української академії архітектури (2000), від 14 вересня 2021 — президент Української академії архітектури.
З 2010 року — завідувач кафедри основ архітектури і архітектурного проектування в Київському Національному університеті будівництва і архітектури..
З грудня 1998 р. викладач курсу «Історія Української Православної Церкви» (4 курс КДС і КДА), з 2010 р. викладає у 2, 3, 4 курсах КПБА. Є членом Вченої Ради КПБА, спеціалізованої Вченої Ради КПБА, членом редколегії часопису «Труди Київської Духовної Академії: богословсько-історичний збірник Київської православної богословської академії Української Православної Церкви Київського Патріархату», автор підручника курсу «Історія Української Православної Церкви».

## Наукова робота
Основні напрями діяльності і наукових досліджень: містобудівні комплекси, архітектура житлових і громадських будівель, реконструкція об′єктів і забудови, сакральна архітектура, винахідництво, розробка і впровадження експериментальних архітектурно-конструктивних систем.
Спеціалізується в галузі археографії, джерелознавства, історії Православної Церкви, біографістики. Досліджує широке коло наукових проблем, зокрема, архівні джерела з історії Української автокефальної православної церкви 1920—1930-х рр. та репресій проти неї, Православної Церкви в Україні кінця ХІХ — поч. ХХ століття, біографії видатних діячів України, історію Софії Київської.
Автор понад 180 друкованих праць і 20 монографій, підручників, посібників, книг з архітектури.

## Творчий доробок

### Архітектура
Автор багатьох архітектурних і містобудівних проєктів, серед яких: містобудівні комплекси житлово-громадських споруд у Тернополі (1993—1995), Кіровограді (нині Кропивницький, 1994), Черкасах (1995), Києві (2003—2007), Дубаї (ОАЕ, 2005—2009), Феодосії (АР Крим, 2007); вищі та середні навчальні заклади в Житомирі (1992), Києві (1995—2009), Тернополі (1995), Кременчуці (Полтавська обл., 2001); торговельні комплекси та ринки в Запоріжжі (2000), Тернополі (2000–06), Києві (2002–2006); готелі та комерційно-офісні комплекси в Тернополі (2002, 2003), Києві (2003—2009), Кам'янці-Подільському (Хмельницька обл., 2004), Дубаї, Одесі (обидва — 2005—2009); посольства та резиденції в Києві (2001—2007), Донецьку (2002—2005), Одесі (2006), Київській (2002—2006) та Львівській (2003) областях, на острові Мадейра (Португалія, 2004), посольство України в Туреччині (2019—2024); сакральні споруди та комплекси в Тернополі (1994), Києві (1996—2009, 2020—2021), м. Славутич (нині Вишгородський р-н Київської обл., 1996), м. Тальне (Черкаська обл.), м. Новоархангельськ (нині Голованівський р-н Кіровоградської обл.; обидва — 1999), Чернігові (1999—2002), Миколаєві (2000), Донецьку (2005), м. Васильків (нині Обухівський р-н Київської обл., 2006, 2014), с. Березова Рудка (нині Лубенський р-н Полтавської обл., 2009), Луганську (2012), с. Зеленьки (Миронівський, нині Обухівський р-н, 2016—2018), с. Припруття (Чернівецький р-н Чернівецької обл., 2017), с-щі Рокитне (нині Білоцерківський р-н Київської обл., 2018), с. Великий Кучурів (Чернівецький р-н Чернівецької обл., 2020), с. Верба (Дубенський р-н Рівненської обл., 2021) та ін.

### Образотворче та декоративне мистецтво
Митець займається живописом та графікою.
Основна тематика робіт — архітектурні пейзажі, храми, історичні міські ансамблі. Автор багато подорожує Україною та світом, надихаючись архітектурною спадщиною.
Роботи автора були показані більш ніж на 40 виставках в Україні та за кордоном, зокрема в Оксфорді (Англія) та Кракові (Польща).
З 2000 р. створює гобелени. Його роботи зберігаються у фондах Національного заповідника «Софія Київська», Черкаського обласного художнього музею, Національного історико-архітектурного заповідника «Кам'янець», Чернігівського музею сучасного мистецтва «ПластАрт», у приватних колекціях в Україні та за кордоном.

### Музична творчість
З шести років почав займатись музикою, у шістнадцять вийшов на сцену як виконавець авторської пісні. Брав участь у багатьох конкурсах і фестивалях.
Як автор і виконавець власних музичних творів, випустив збірку «Мелодии души» (2004) та музичні альбоми «Бег мой» (1998, 2004), «Музыка» (2001), «Поезія кохання» (2003, 2004), «Песнь любви», «В добрый час» (обидва — 2004), фільми-концерти «Мелодии души» (2004), «Мелодии художника» (2005).
У 2006 році в Києві відбулися сольні концерти митця у супроводі камерного естрадно-симфонічного оркестру — «Мелодії душі» (Жовтневий палац) та «Мелодії художника» (Національний палаці мистецтв «Україна»).
Лауреат Міжнародного музичного фестивалю «Шлягер року» (2004, 2005, 2006, 2007).

## Нагороди та відзнаки
Нагороджений численними подяками, преміями, грамотами, дипломами, відзначений почесними званнями державними органами, Українською православною церквою, громадськими організаціями, зокрема:
- 2000 — лауреат Державної премії в галузі архітектури.
- 2007 — Орден святого рівноапостольного князя Володимира III ступеня.
- 2007 — Орден Святого Миколая Чудотворця (УПЦ КП)
- 2008 — заслужений архітектор України.
- 2012 — Орден Архістратига Михаїла.
- 2016 — Орден Святого Юрія Переможця.
- 2019 — народний архітектор України.

## Вибрані публікації
- Містобудівні комплекси малоповерхових секційних каркасних житлових будинків з підвищеною комфортністю проживання на основі існуючої індустріальної бази (1996, співавт.);
- Архитектурно-конструктивные системы гражданских зданий: (История, предпосылки развития, поиск, перспективы): учеб. пособ. (1998, співавт.);
- Храмы Украинской Православной церкви: альбом проектов и построек (2009);
- Архітектура цивільних будівель: Індустріалізація (2010);
- Архітектура сучасної школи: Гімназія новітніх біотехнологій (2011);
- Архитектура православного храма: От замысла к воплощению (2012);
- Архітектурне проектування і реконструкція православних храмів: підруч. (2014);
- Клара Демура: Архитектор-педагог (2016, співавт.);
- Реконструкція громадських будівель і комплексів: підруч. (2017);
- Архітектурне проектування і реконструкція православних храмів (2017);
- Віктор Чепелик: Архітектор-дослідник-педагог (2019, співавт.);
- Народні архітектори України (2024, співавт.).